# Sāsni
Sāsni är en ort i Indien.   Den ligger i delstaten Uttar Pradesh, i den norra delen av landet, 130 km sydost om huvudstaden New Delhi. Sāsni ligger 185 meter över havet och antalet invånare är 13 498.
Terrängen runt Sāsni är mycket platt. Runt Sāsni är det tätbefolkat, med 881 invånare per kvadratkilometer. Närmaste större samhälle är Aligarh, 19,8 km norr om Sāsni. Trakten runt Sāsni består till största delen av jordbruksmark.